# Geschichte des Kantons Genf
Die Geschichte des Kantons Genf umfasst die Entwicklungen auf dem Gebiet des schweizerischen Kantons Genf von der Urgeschichte bis zur Gegenwart.

## Antike und Frühmittelalter

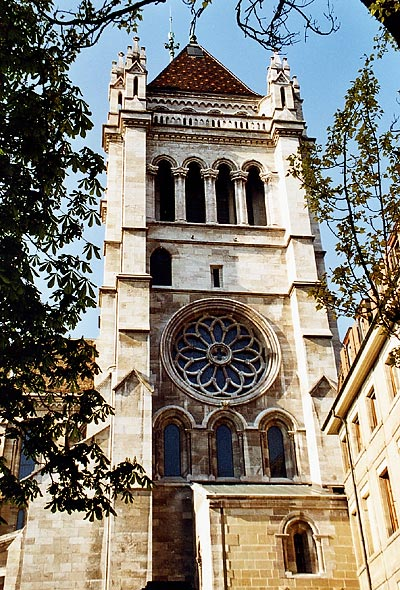
Kathedrale St. Pierre

Genf (Genava) erscheint zuerst in der Geschichte als befestigte Grenzstadt der Allobroger gegen die Helvetier und gelangte mit jenen um 120 v. Chr. unter die Herrschaft der Römer. Von Genf aus hinderte Julius Caesar 58 v. Chr. die Helvetier am Übergang über die Rhone. Früh drang das Christentum von Lyon her in die Stadt, welche angeblich schon 381 Sitz eines Bischofs wurde. 443 fiel Genf an die Burgunden und wurde eine ihrer Hauptstädte; 532 kam es mit Burgund an die Franken, 888 an das neuburgundische und 1032 mit diesem an das Heilige Römische Reich.
Frühzeitig erlangten die Bischöfe der Stadt ihre Befreiung von der Gerichtsbarkeit der Grafen des Genfer Gaues (pagus genevensis, Genevois), und Friedrich Barbarossa erkannte sie 1162 förmlich als Fürsten von Genf an; doch hatten sie stets gegen die Übergriffe der Grafen von Genf zu kämpfen, bis diese durch die mächtigeren Grafen von Savoyen beiseitegeschoben wurden, welche 1291 das Recht erlangten, den Vidomne (Vicedominus) zu setzen, der im Namen des Bischofs den weltlichen Bewohnern der Stadt Recht sprach. Um dieselbe Zeit legte die Genfer Bürgerschaft den Grund zu ihrer Freiheit, indem sie sich einen Rat mit Syndiken an der Spitze gab, eine Organisation, die der Bischof 1309 anerkannte; 1364 besass sie schon den Blutbann.

## Reformation und Aristokratie

### Ab 1415: Savoyische Bedrohung
Nachdem aber das Haus Savoyen durch das Erlöschen der Grafen von Genf in den Besitz der Landschaft Genevois gekommen war und 1415 den Herzogstitel erlangt hatte, trachtete es danach, die Stadt, die gleichsam den Schlussstein seines den Genfersee umgebenden Gebiets bildete, ganz in seine Gewalt zu bringen. Die Gefälligkeit der römischen Kurie ermöglichte es den Herzögen, den Bischofsstuhl gegen Ende des 15. Jahrhunderts mit jüngeren Söhnen oder Bastarden ihrer Familie zu besetzen; aber an dem Freiheitssinn der Genfer Bürgerschaft scheiterten alle ihre Pläne.

### 1519–1530: Annäherung an die Eidgenossenschaft
Der patriotische Verein der «Kinder Genfs» (enfants de Genève) suchte, geleitet von Philibert Berthelier, Bezanson Hugues und François Bonivard, vor den Gewalttaten des Herzogs Karl III. (1504–53) Rettung durch Anschluss an die Eidgenossenschaft. Als sich Freiburg im Üechtland 1519 zu einem Bündnis bewegen liess, gelang es dem Herzog, die Schweizer Tagsatzung zur Aufhebung desselben zu bewegen, worauf er Genf mit Truppen besetzte. Zwar musste er es vor den Drohungen Freiburgs bald wieder räumen. Allein der Bischof ließ sich vom Herzog in die Pflicht nehmen, Berthelier wurde enthauptet, und mehrere Jahre lastete die Herrschaft Savoyens auf der Stadt, bis es dem entflohenen Bezanson Hugues gelang, ausser Freiburg auch Bern am 11. März 1526 zu einem Burgrecht mit Genf zu gewinnen. Als nunmehr die Bürgerschaft die Gewalt des Vidomne und Bischofs nicht mehr anerkannte, verliess letzterer die Stadt, und diese wurde von dem «Löffelbund», einer Verbindung des savoyischen Adels, schwer bedrängt, bis ein Auszug Berns und Freiburgs den Herzog zwang, im Frieden von St.-Julien am 19. Oktober 1530 Genfs Unabhängigkeit anzuerkennen.

### Reformation

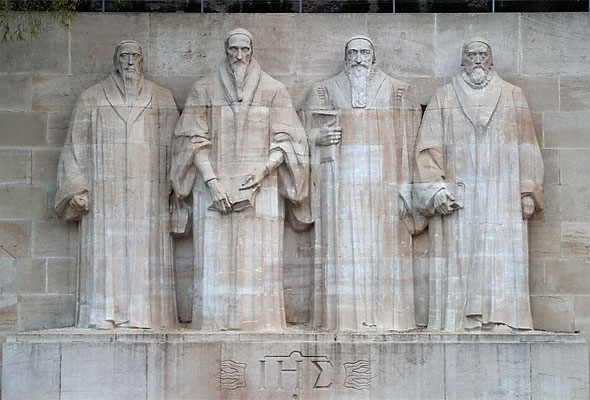
Statuen von Farel, Calvin, Bèze und John Knox am Genfer Reformationsdenkmal

Reformatorische Gedanken entwickelten sich in der Genfer Kirche schon vor der Reformation: Antoine Champion, Bischof von Genf, konstatierte schon am 7. Mai 1493, Jahre vor Luther, vor den Geistlichen, was auch zu wichtigen Forderungen der Reformatoren wurde:
«Die dem Dienste Gottes gewidmeten Menschen müssen sich durch ein reines Leben auszeichnen; nun aber haben sich unsere Priester allen Lastern ergeben und führen ein verruchteres Leben als die übrige Herde. Die einen tragen offene Kleider, die anderen setzen Kriegerhelme auf, ziehen rote Kasaken oder Kürasse an, besuchen die Märkte, frequentieren die Kneipen und Bordelle, betragen sich wie Komödianten oder umherziehende Schauspieler, leisten falsche Eide, leihen auf Pfänder und verkaufen schändlicherweise Meineidigen und Mördern Ablässe.»

Die Reformation stürzte Genf in neue Wirren. Während Bern für Guillaume Farel freie Predigt verlangte, forderte Freiburg, dass man sie ihm verbiete, und erklärte, als der Rat von Genf schwankte, sein Bündnis im Mai 1534 für erloschen. Dies ermutigte den Herzog, im Einverständnis mit den katholischen Schweizer Kantonen seine Pläne gegen Genf, das sich jetzt ganz der Reformation zuwandte, wiederaufzunehmen, und er brachte es wieder in die grösste Not. Als der französische König Franz I. Miene machte, die Stadt zu besetzen, kam ihm Bern zuvor, nahm dem Herzog die Waadt weg und befreite bzw. besetzte Genf im Februar 1536. 

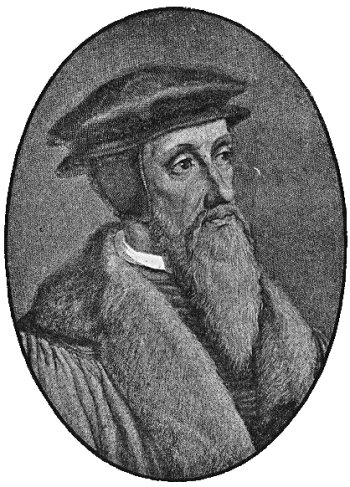
Calvin

Im Juli kam Johannes Calvin nach Genf und begann, von Farel zum Bleiben aufgefordert, mit ihm zusammen die Botschaft der Reformation von der Kanzel zu lehren, die neben Glaubensinhalten, wie dem Heil allein aus Gnade, allein durch Christus, auch wesentliche Elemente zum modernen Verständnis des Staates beitrug, so zum Beispiel die Glaubensfreiheit, die Trennung von Kirche und Staat, sowie die Ehe als zivilrechtlicher Bund. Calvin war zeitlebens nie Bürger von Genf und er belegte nie ein politisches Amt. Trotz der von ihm vertretenen Lehre der zwei getrennten Herrschaftsbereiche, Kirche und Staat, befürwortete er aber eine moralische Verantwortlichkeit der politischen Behörden. Dies führte zu einer Umgestaltung des politischen und sozialen Lebens. Die Kirche wurde durch das von der Genfer Regierung unabhängigen Konsistorium geleitet, bestehend aus den Geistlichen und «zwölf Ältesten». Entsprechend seinem Hauptwerk, der Institutio Christianae Religionis, befürwortete er den Genuss des Guten in Dankbarkeit gegenüber Gott, verpönte aber Vergnügen im Uebermass, die gemäss der damaligen Erfahrung zu Fressgelagen, Trunkenheit und Sex ausserhalb der Ehe führten. Eine Partei namens Libertins (etwa: ‚Freiheitspartei‘), unter ihnen die angesehensten Genfer Bürger, versuchten, dem entgegenzuwirken.

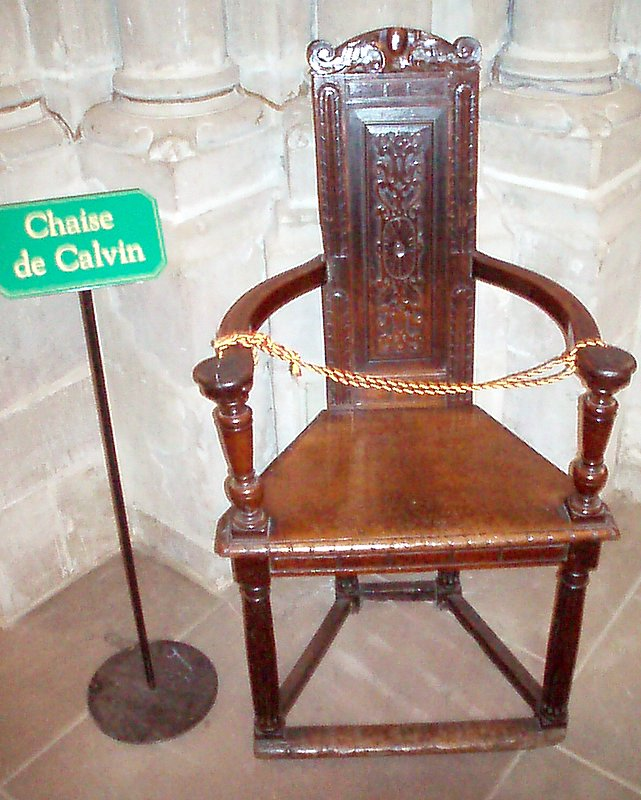
Calvins Stuhl in der Genfer Kathedrale

Nachdem Calvin 1538 mit Farel vertrieben worden war, wurde er 1541 zurückgerufen. Dies war auch Ausdruck einer allmählichen Veränderung der politischen Kräfteverhältnisse in der Stadt.
Michael Servetus (ein Arzt und Gelehrter) wurde 1553 wegen seiner öffentlichen Ablehnung der Dreifaltigkeit Gottes (Trinität) durch die Genfer Regierung verurteilt und auf einem Scheiterhaufen verbrannt; die Quellenlage bezüglich einer Verurteilung eines Sohns von Philibert Berthelier († 1519) 1555 ist weniger klar.
1559 gründeten Calvin und Farel die berühmte Akademie für reformierte Geistliche, aus welcher viele Führungspersonen während der internationalen Ausbreitung der Reformation hervorgingen, z. B. in Frankreich, der Niederlande, England und Schottland. Nach seinem Tod 1564 folgte ihm Théodore de Bèze als Vorsteher der Genfer Kirche und Akademie.
Die Rolle des reformierten Genfs als Zufluchtsort für Religionsflüchtlinge, als Zentrum für reformierte theologische Ausbildung, und als von Frankreich unabhängige französischsprachige Stadt mit progressiver politischer Ausrichtung führte zu einer internationalen Ausstrahlung der Stadt, die später als «protestantisches Rom» umschrieben wurde.

### Entstehung des Stadtstaates Genf

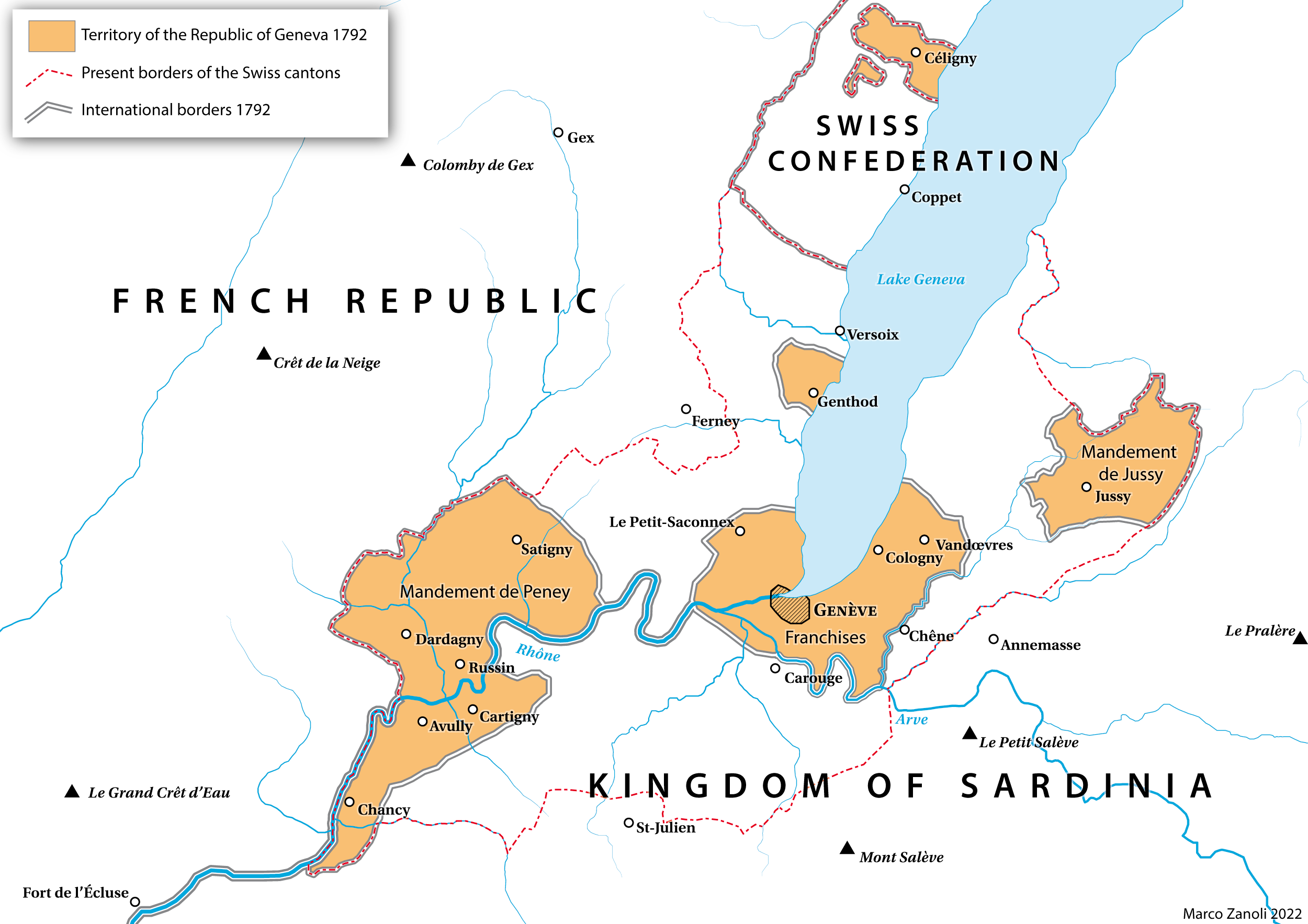
Karte des Stadtstaates Genf 1792

Bischof Pierre de La Baume verliess am 14. Juli 1533 wegen des Konfliktes mit den reformiert gesinnten Bürgern von Genf die Stadt und verbündete sich mit Herzog Karl III. von Savoyen. Die Stadt wurde in der Folge von Savoyen und den Anhängern des Bischofs bedrängt, konnte sich aber behaupten und führte am 10. August 1535 die Reformation ein. Die Bestätigung dieser Massnahme durch die Reformationsedikte vom 21. Mai 1536 führte zu einer Belagerung Genfs durch savoyische Truppen, welche durch eine Intervention von Bern beendet wurde. Bern besetzte darauf neben der Waadt auch das Pays de Gex, das Umland Genfs und das Chablais.
Durch den Vertrag vom 7. August 1536 schenkte Bern der Republik Genf die bischöflichen Gebiete der Franchises sowie die Mandements Peney, Jussy und Thiez sowie die Ländereien des Kapitels St. Peter und des Priorats St. Viktor. Damit setzte Bern die Grundlage für den Stadtstaat Genf. Im Einverständnis mit Bern erweiterte Genf sein Gebiet bereits im gleichen Jahr und gewann Cologny, Petit-Saconnex sowie Gebiete zwischen den Franchises und dem Fluss Seymaz. Das Mandement Thiez mit den Dörfern Bogève, Viuz-en-Sallaz, Ville-en-Sallaz und Saint-André-de-Boëge ging Genf jedoch 1539 noch verloren, da es die Besitzrechte dieser Exklave gegenüber der Herrschaft Faucigny nicht durchsetzen konnte, auch weil diese unter dem Schutz des französischen Königs stand. Die Stadt versuchte noch bis 1544 vergeblich dieses Gebiet zurückzugewinnen.
Nach 1536 gelang es der Stadtrepublik nicht mehr grössere zusätzliche Territorien dauerhaft zu erwerben, so dass es nicht zur Bildung eines zusammenhängenden Territoriums kam. Bern zog sich 1564 nach dem Vertrag von Lausanne wieder aus dem Genfer Umland zurück, so dass Genf wieder völlig vom Herrschaftsgebiet des Herzogtums Savoyen umgeben war. 1568 gelang die Sicherung der Genfer Unabhängigkeit erneut nur dank der Intervention von Bern. Mit dem Vertrag von Solothurn 1570 zwischen Frankreich, Bern und Solothurn sollte die Existenz Genfs gesichert werden, es kam jedoch 1589 erneut zum Krieg mit Savoyen und der Besetzung von Gex und Versoix durch Genf. Zwischen 1590 und 1601 konnte Genf das Pays de Gex kontrollieren. Als Savoyen das Gebiet aber 1601 im Vertrag von Lyon an Frankreich abtrat, zwang Frankreich Genf zum Rückzug. Schliesslich anerkannte Savoyen im Vertrag von St. Julien am 11. Juli 1603 die Unabhängigkeit Genfs an.
Durch verschiedene Verträge mit Bern, Frankreich und Savoyen konnten im Anschluss die bestehenden Gebiete gefestigt und abgerundet werden. Mit Bern wurden Streitpunkte um die Exklaven Céligny und Coudres im Vertrag von Lausanne 1564 beigelegt, mit Frankreich gelang eine Einigung um Genthod-Malagny 1604 bzw. 1749 im Vertrag von Paris. Dieser Vertrag brachte Genf auch eine Bereinigung des Gebiets von Peney sowie die Gemeinden Chancy und Avully im Austausch für seine Rechte in verschiedenen Gemeinden im näheren Umland. Mit dem Königreich Sardinien gelang ein ähnlicher Ausgleich im Vertrag von Turin 1754. Sardinien trat Cartigny, Epeisses, Passeiry und La Petite Grave an Genf ab im Austausch gegen alle Zehnten, Güter und Rechte des Kapitels St. Viktor ausserhalb der Mandements.

### 1584–1602: Burgrecht und Escalade

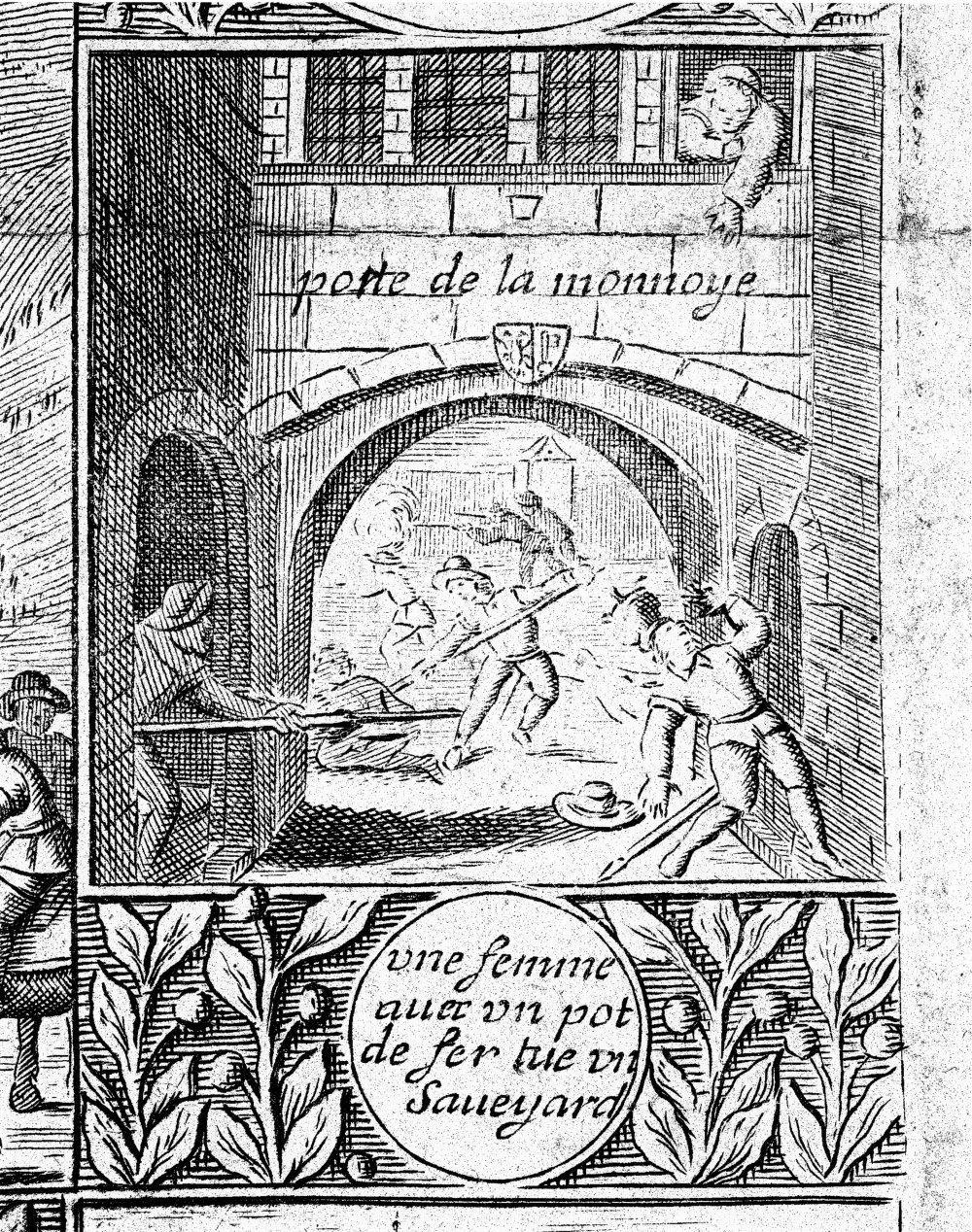
Historische Darstellung der Escalade

Genfs Anschluss an die Schweiz wurde durch ein «ewiges Burgrecht» mit Bern und Zürich vom 30. August 1584 noch enger; umso hartnäckiger aber wiesen die fünf katholischen Orte alle Anträge zur Aufnahme der Stadt als eines Gliedes der gesamten Eidgenossenschaft zurück, ja die mit ihnen seit 1560 im Bund stehenden Herzöge von Savoyen bedrohten Genfs Freiheit neuerdings. In der Nacht vom 11. zum 12. Dezember (alten Kalenders) 1602 suchte Karl Emanuel I. die Stadt zu überrumpeln; schon hatten 300 Savoyer mittels geschwärzter Leitern die Mauern erstiegen, als sie entdeckt und aufgerieben wurden. Noch immer feiert Genf den Jahrestag dieser glücklich abgeschlagenen Escalade de Genève. Im Frieden von Saint-Julien anerkannte der Herzog 1603 die Unabhängigkeit der aus politischen wie religiösen Gründen lange bekämpften Rhonestadt.

### 17. Jahrhundert: Aristokratie
Auch in Genf gestaltete sich nach der Reformation das Staatswesen immer aristokratischer. Die Erwerbung des Bürgerrechts wurde fast unmöglich gemacht; die Befugnisse der allgemeinen Bürgerversammlung (Conseil général) beschränkten sich zuletzt darauf, dass sie die vier Syndiken, die höchsten Beamten, nach den Vorschlägen der Räte wählen durfte. Die Staatshoheit ging völlig auf den Kleinen Rat, Petit Conseil und den Rat der Zweihundert, Conseil des Deux-Cents über, die sich an den jährlichen Wahltagen gegenseitig bestätigten und die leeren Plätze mit Verwandten füllten. Die Einwohnerschaft aber schied sich in bestimmte Rangklassen. Von den alten, reichen, regimentsfähigen Familien, den Citoyens, unterschied man die später Eingebürgerten als Bourgeois. Ganz ausserhalb der Bürgerschaft standen die zahlreichen Natifs, d. h. die in Genf geborenen Nachkommen von nicht eingebürgerten Einwohnern, und die blossen Habitants, die gegen eine Abgabe in der Stadt geduldeten Ansässigen; beide Klassen waren nicht nur von allen Staatsstellen, sondern auch vom Handel und den höheren Berufsarten ausgeschlossen. Dazu kamen noch die Sujets, die Bewohner der wenigen der Stadt untertänigen Ortschaften.

### 18. Jahrhundert: Revolutionäre Konflikte

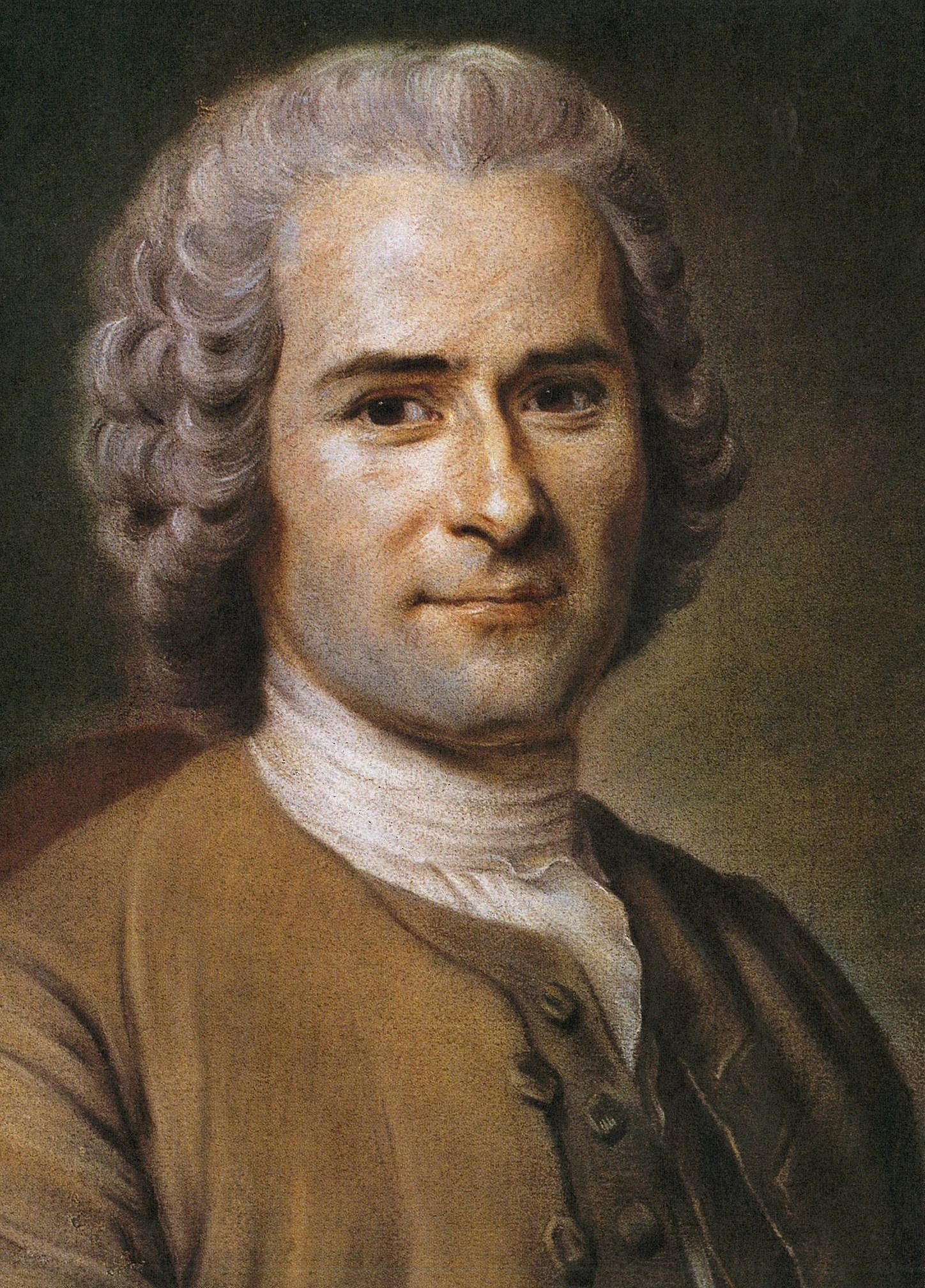
Jean-Jacques Rousseau

Aber mit dem 18. Jahrhundert begann Genf durch eine Reihe von revolutionären Bewegungen die Aufmerksamkeit Europas auf sich zu ziehen. 1707 verlangte die Bürgerschaft unter der Führung des Rechtsgelehrten und Ratsmitgliedes Pierre Fatio eine auf dem Prinzip der unzerstörbaren Volkssouveränität aufgebaute Verfassung; die Räte wussten jedoch dieselbe durch einige Konzessionen zu teilen, worauf Fatio u. a. wegen angeblicher Verschwörung hingerichtet wurden.
1734 kam es zu neuen Unruhen zwischen den sogen. Représentants, d. h. Bürgern, welche Beschwerden gegen die Regierung erhoben, den Négatifs, den Anhängern der letzteren, welche jenen Vorstellungen kein Gehör geben wollten, und den Natifs, die bald zu den ersteren, bald zu den letzteren standen. Einer der Wortführer war Jacques-Barthélemy Micheli du Crest, der 1735 zum Tode verurteilt wurde. Erst nach dreijährigem Bürgerzwist kam durch die Vermittlung Frankreichs, Berns und Zürichs 1738 ein Vergleich zustande, welcher der Bürgergemeinde das Recht, über Krieg und Frieden, Gesetze und Steuern zu bestimmen, zurückgab, dessen Weisheit von Jean-Jacques Rousseau gepriesen wird.
Während fast sieben Jahren – von September 1742 bis Februar 1749 – wurden die zu Savoyen gehörenden Nachbardörfer der Stadt Genf von spanischen Truppen besetzt und in Mitleidenschaft gezogen. Der Stadt gelang es dem Schrecken einer erneuten Escalade zu entkommen, ohne aber seinen direkten Nachbarn die zweifellos unbarmherzige militärische Besetzung ersparen zu können.
Als die Verurteilung von Rousseaus Émile und Contrat social 1763 den Kampf zwischen den Représentants und Négatifs erneuerte, infolgedessen 1768 der Conseil général das Recht erlangte, die Hälfte der Mitglieder der Zweihundert zu wählen. Nun traten auch die Natifs mit dem Verlangen nach Besserstellung auf; als der Rat sich weigerte, Zugeständnisse, die sie mit Hilfe der Représentants von der Bürgergemeinde erlangt hatten, zu bestätigen, vereinten sich die beiden Parteien zum Sturz der Regierung und übergaben die Staatsleitung am 9. April 1782 einem «Sicherheitsausschuss». Aber auf Einladung der gestürzten Machthaber rückten 6000 Franzosen, 3000 Berner und 2500 Sarden in die Stadt ein, die Führer der Volkspartei (Clavière, Duroveray, Dumont, Reybaz u. a.) flohen, um später als Mitarbeiter Mirabeaus eine bedeutende Rolle in der französischen Revolution zu spielen. Im Juli 1782 wurde der alte Zustand wiederhergestellt.

### 1791–1815: Auswirkungen der Französischen Revolution

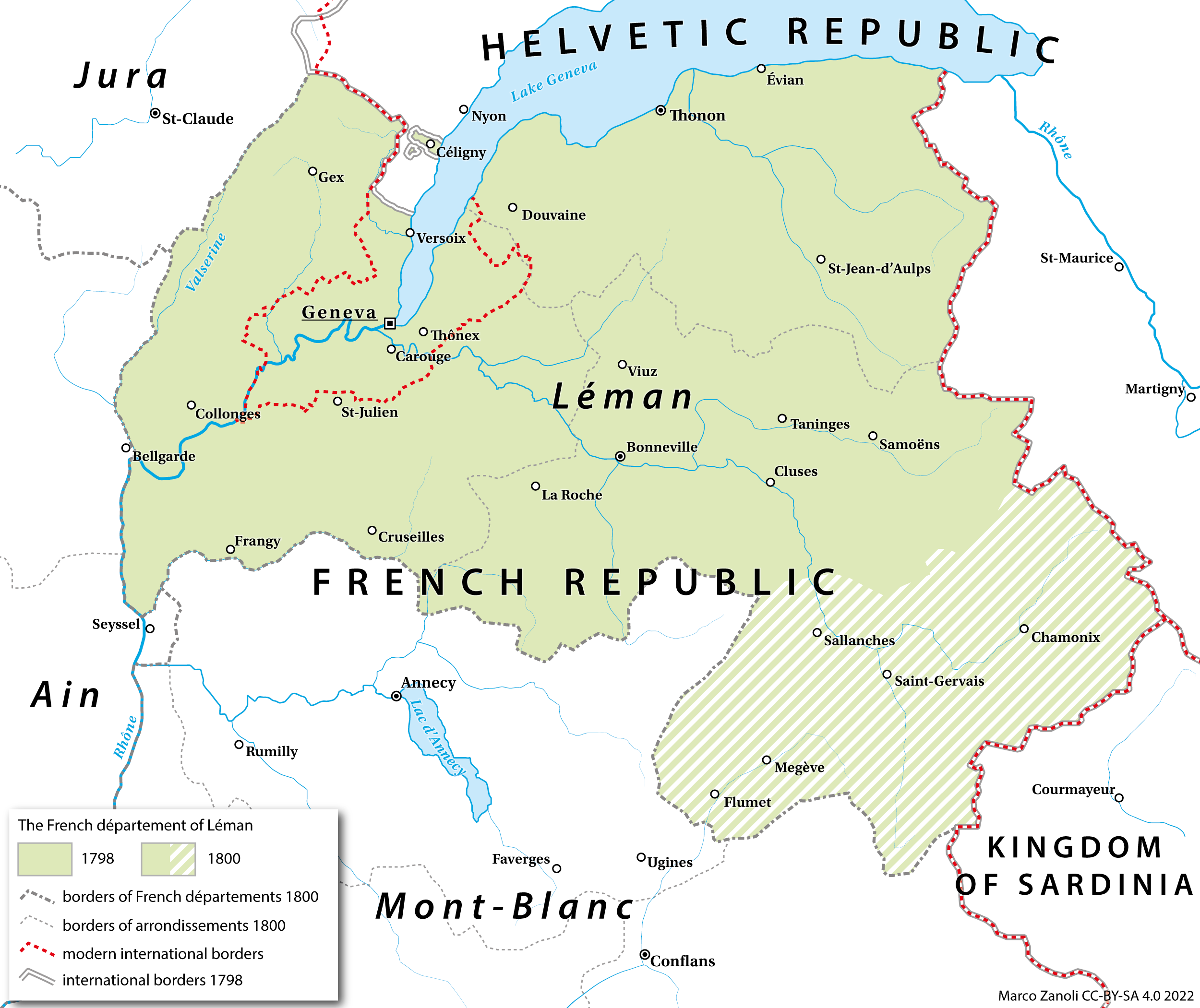
Karte des Département du Léman um 1800

Erst die französische Revolution brachte die herrschende Aristokratie zum Nachgeben; am 22. März 1791 gewährte die Regierung eine freiheitliche Verfassung. Aber das Revolutionsfieber war damit nicht gestillt; schon am 28. Dezember 1792 traten «revolutionäre Ausschüsse» an Stelle der gesetzlichen Regierung, und ein «Nationalkonvent» arbeitete eine Verfassung aus, die, am 5. Februar 1794 angenommen, alle Klassenunterschiede aufhob. Genf hatte seine Klubs, seine Montagnards, seine Sansculotten und nach einem Pöbelaufstand am 19. Juli 1794 auch seine Schreckenszeit, in welcher ein Revolutionstribunal binnen 18 Tagen 37 Personen zum Tod verurteilte, wovon 11 hingerichtet wurden, dann nach Robespierres Sturz seine ebenfalls nicht unblutige Gegenrevolution. Erst 1796 kehrten geordnete Zustände zurück. Nachdem ein erster Versuch der französischen Republik, sich Genfs zu bemächtigen, im September 1792 an der Wachsamkeit Berns und Zürichs gescheitert war, wurde nach dem Einrücken der französischen Heere in die Schweiz am 15. April 1798 die Annexion gewaltsam vollzogen. Eine wichtige Rolle spielte dabei Félix Desportes, der Resident Frankreichs in Genf. Die Integration regelte der Vereinigungsvertrag vom 26. April 1798. Die Bürger Genfs wurden zu Bürgern Frankreichs, mussten jedoch noch nicht an den laufenden Kriegen teilnehmen. Erst ab 1802 wurden Genfer für die Kriege Frankreichs ausgehoben.
Das Gebiet der ehemaligen Republik Genf wurde am 25. August 1798 Teil des Département du Léman und die Stadt zu dessen Hauptort, womit auch verschiedene französische Ämter und Gerichte dort ihren Sitz nahmen.

## 19. Jahrhundert

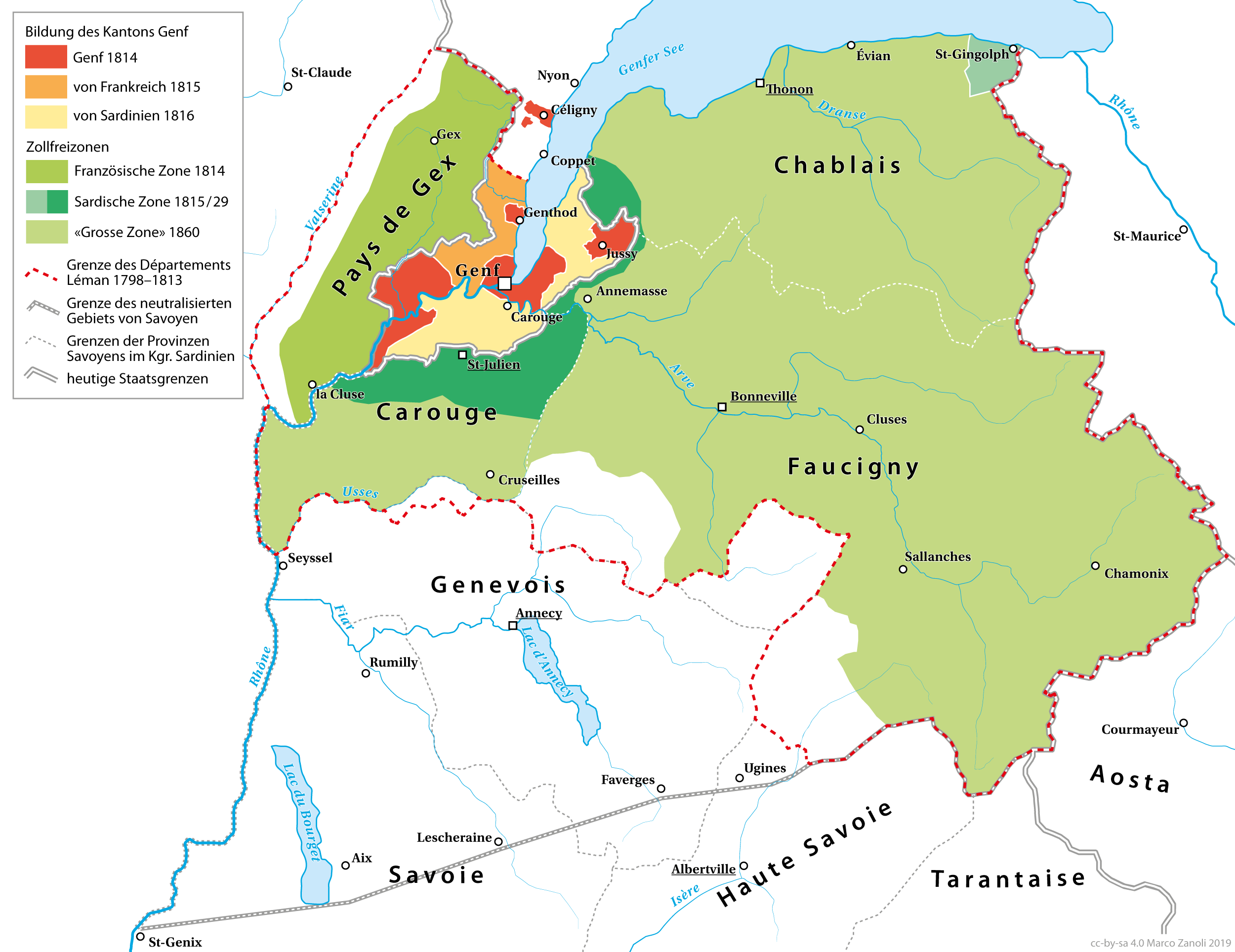
Karte zur Entstehung des Kantons Genf und der Zollfreizonen bis 1860

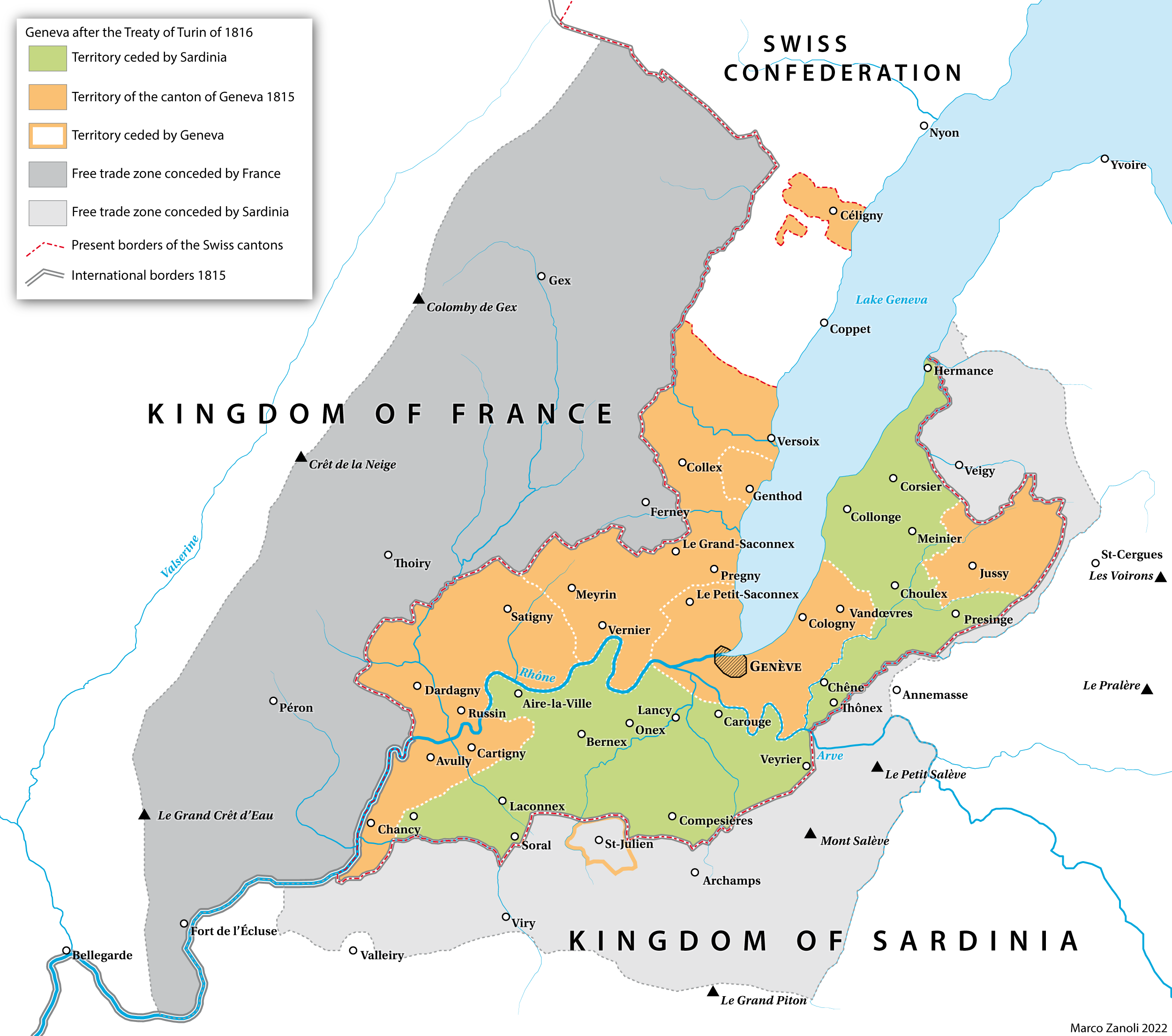
Karte zum Turiner Vertrag 1816

### 1815–1830: Restauration
Nach dem Sturz Napoleons wurde Genf am 6. April 1815 als 22. Kanton wieder mit der Schweiz vereinigt und von den Mächten am Wiener Kongress und im zweiten Pariser Frieden resp. im Vertrag von Turin 1816 mit einer kleinen Gebietsvergrösserung auf Kosten Savoyens und Frankreichs bedacht, durch die eine direkte Landverbindung mit dem Gebiet der Schweiz hergestellt wurde. Eine noch deutlichere Vergrösserung des Kantons um Gex und Faucigny scheiterte einerseits am Widerstand Frankreichs und andererseits daran, dass die reformierten Genfer Bürger befürchteten, durch einen starken Zuwachs der katholischen Einwohnerschaft in die Minderheit versetzt zu werden.
Um die Stadt wirtschaftlich nicht abzuschnüren, wurde von Frankreich und vom Königreich Sardinien je eine Zollfreizone gewährt, die das nähere Umland umfassten. Diese Zonen wurden 1860 anlässlich des Übergangs von Savoyen an Frankreich noch bedeutend erweitert, so dass sie schliesslich fast die ganze Fläche des ehemaligen Départements Léman umfassten, dessen Zentrum Genf während der französischen Zeit gewesen war.
Nach dem Abzug der französischen Behörden traten die Genfer Patrizier zusammen und legten der Stadt am 24. August 1814 eine oligarchische Verfassung auf. Die Gewalt lag in den Händen eines «Staatsrats» von 28 lebenslänglichen Mitgliedern; ihm zur Seite stand ein ziemlich ohnmächtiger «Repräsentantenrat» von 250 Mitgliedern, der statt des aufgehobenen Conseil général die Souveränität repräsentierte und durch hohen Zensus und komplizierte Wahlart selbst aristokratischer Natur war. Aber die leitenden Staatsmänner wussten durch freisinnige und intelligente Handhabung der Verfassung diese Mängel auszugleichen. Wissenschaft und Künste blühten daher in Genf wie nirgends in der Schweiz, und ebenso nahmen Handel, Industrie und Ackerbau grossen Aufschwung.

### 1830–1842: Liberalismus
Deshalb liess sich 1830 die Bevölkerung durch einige leichte Modifikationen der Verfassung, wie Herabsetzung des Zensus und Verkürzung der Amtsdauer des Staatsrats auf acht Jahre, befriedigen. Erst 1841 bildete sich auf die Weigerung der Regierung, der Stadt Genf eine eigne Munizipalbehörde zu gestatten, ein grosser Reformverein (Association du 3 mars), mit dem Oberst Louis Rilliet de Constant und dem Journalisten James Fazy an der Spitze. Die grundsatzlose Haltung der Regierung in der Aargauer Klosterfrage brachte die Missstimmung zum Ausbruch; der Verein vom 3. März stellte das Verlangen nach Einberufung eines aus dem allgemeinen Stimmrecht hervorgehenden Verfassungsrats, und ein drohender Volksauflauf zwang Ende November den Staats- und Repräsentantenrat, demselben nachzugeben. Die neue vom Volk am 7. Juni 1842 angenommene Verfassung führte allgemeines Stimmrecht, Repräsentation im Grossen Rat nach der Kopfzahl, einen Staatsrat von 15 Mitgliedern mit beschränkter Amtsdauer und Befugnis, Gemeindeautonomie und gesonderte Kirchenverwaltung jeder Konfession ein; aber die Neuwahlen in die Behörden fielen vorwiegend konservativ aus.

### Ab 1843: Radikalismus

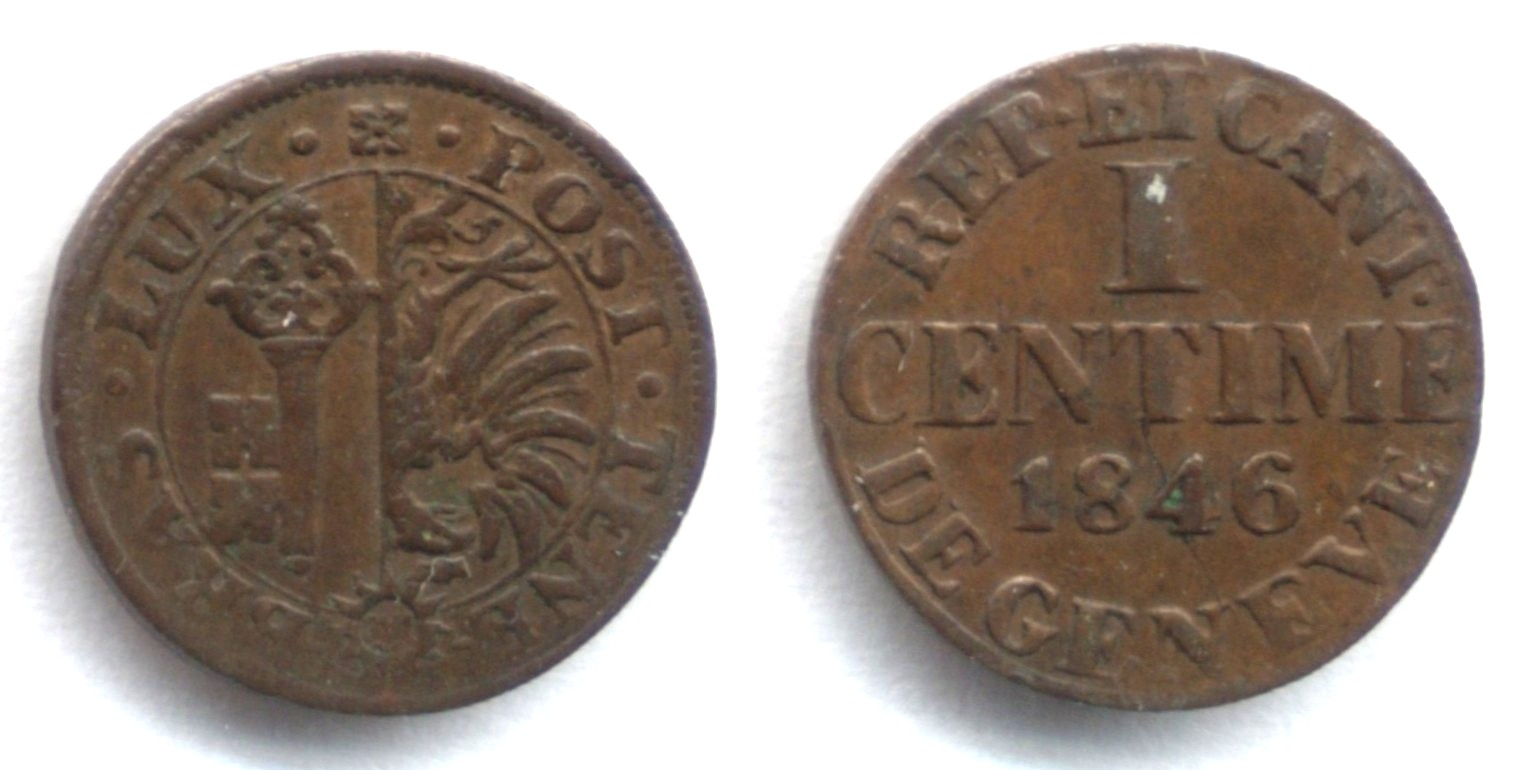
Genfer 1-Centime-Stücke von 1846

Damit waren die Radikalen nicht zufrieden, und 13. Februar 1843 kam es zu einem Aufstand des Arbeiterviertels Saint-Gervais und zu Kämpfen mit dem Militär, bis die Insurgenten gegen Zusicherung voller Amnestie die Waffen niederlegten. Die Weigerung des Grossen Rats, für Auflösung des Sonderbundes zu stimmen, erweckte neue Erbitterung, die sich in stürmischen Volksversammlungen äusserte, und als Fazy, der Führer der Radikalen, verhaftet werden sollte, errichtete das Quartier Saint-Gervais Barrikaden und verteidigte sich am 6. und am 7. Oktober 1846 erfolgreich gegen die Regierungstruppen. Da die übrige Bürgerschaft gegen die Fortsetzung des Kampfes protestierte, legte die Regierung ihre Gewalt in die Hände des Stadtrats nieder. Eine grosse Volksversammlung wählte als Conseil général eine provisorische Regierung mit James Fazy an der Spitze und ordnete die Wahl eines neuen Grossen Rats an.
Die von dem neuen radikalen Grossen Rat revidierte und 24. Mai 1847 von 5541 gegen 3186 Stimmen angenommene Verfassung übergab dem Volk auch die Wahl des aus sieben Mitglieder reduzierten Staatsrats, welche jährlich mit der des Grossen Rats wechseln sollte, setzte die Wahlkreise von zehn auf drei herab und führte Unentgeltlichkeit des Primärschulunterrichts, Geschwornengerichte und völlige Freiheit auch für den katholischen Kultus ein. Diese Umwälzung war von höchster Wichtigkeit für die ganze Schweiz, indem mit Genf die nötige Stimmenzahl für Auflösung des Sonderbundes gewonnen wurde.

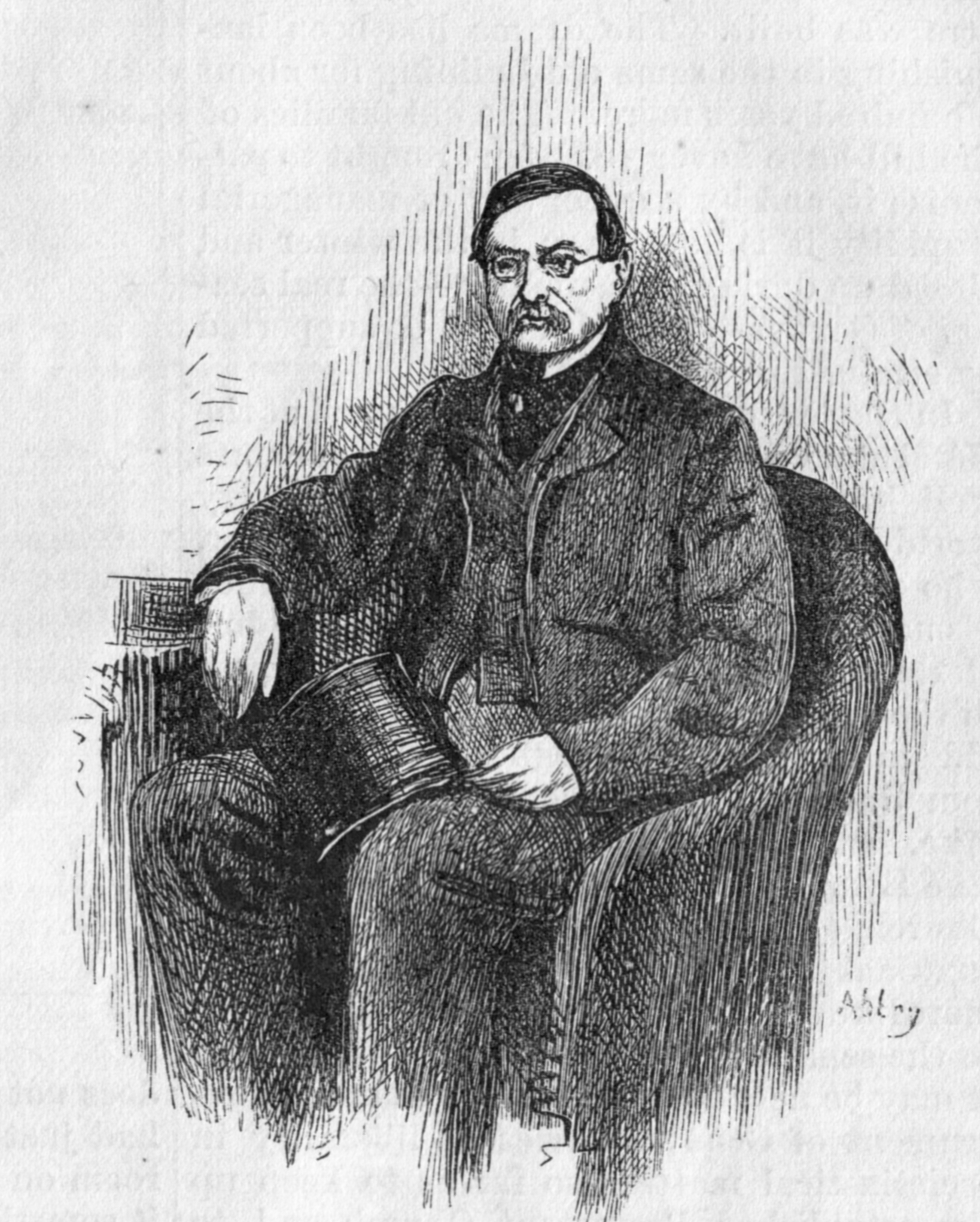
Fazy

### 1846–1864: Genf unter James Fazy

#### Umwandlung des Stadtbildes
Das neue, von dem begabten, aber persönlich nicht makellosen Fazy geleitete radikale Regierungssystem tat sein Möglichstes, um das altcalvinische Genf in eine glänzende moderne Stadt zu verwandeln. Die Festungswerke wurden geschleift, neue Strassen, Quais, die imposante Montblancbrücke, eine Reihe grossartiger öffentlicher Gebäude gebaut, den Katholiken, einem Hauptbestandteil der Fazyaner, öffentlicher Grund für eine neue Domkirche geschenkt, ein Nationalinstitut für Künste und Wissenschaften errichtet u. a. Allein Fazys verschwenderische Finanzwirtschaft sowie seine diktatorische und nicht immer uneigennützige Haltung entfremdeten ihm einen Teil der Radikalen, der sich mit den Konservativen zu der Partei der «Unabhängigen» vereinte.

#### Konflikte
Nachdem die Abtretungs Savoyens an Frankreich durch das neugegründete Italien 1861 in dem dadurch bedrohten Genf eine ungemeine Aufregung, die sich in Volksversammlungen und Konflikten mit der Grenzbevölkerung äusserte, hervorgebracht hatte, wurde es durch den Sturz Fazys in neue Wirren versetzt. Im Mai 1861 trat der gesamte Staatsrat zurück, weil die Geschworenen eine von einem Arbeiter gegen den Diktator verübte Tätlichkeit nicht als ein Attentat gegen eine funktionierende Magistratsperson beurteilt und bestraft hatten. Zwar wurden alle Mitglieder wieder gewählt, aber Fazy mit der geringsten Stimmenzahl, und bei den noch im selben Jahr stattfindenden regelmässigen Neuwahlen am 12. November sah er sich ganz übergangen. 1862 wurde auf Betreiben der «Unabhängigen» eine Revision der Verfassung beschlossen und ein Verfassungsrat gewählt, in dem sie die Mehrheit erhielten; aber da dessen Werk auf Betreiben der Fazyaner verworfen wurde, blieb die alte Verfassung in Kraft. Auch 1863 blieb Fazy in der Minderheit und ebenso 1864 bei Besetzung einer Vakanz im Staatsrat. Als sich hierauf das Fazyanische Wahlbüro erlaubte, die Wahl seines Gegners Arthur Chenevière wegen angeblicher Unregelmässigkeiten zu kassieren, kam es 22. August zu einem blutigen Konflikt zwischen den Parteien. Jetzt wurde Genf mit eidgenössischen Truppen besetzt, Chenevières Wahl vom Bundesrat für gültig erklärt und eine gerichtliche Untersuchung angeordnet, die indes mit Freisprechung sämtlicher Angeklagten endete. Fazys Einfluss aber blieb für immer gebrochen, und Grossrats- wie Staatsratswahlen gaben den Unabhängigen das Übergewicht bis 1870.

### 1864–1880: Kulturkampf

#### Internationale Ausstrahlung

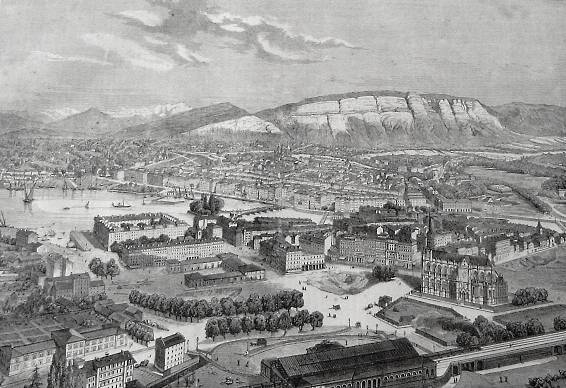
Genf um 1860

Der kosmopolitische Charakter des neuen Genf erhielt gleichsam seine Sanktion, indem mehrere bedeutende Konferenzen dort tagten, namentlich vom 8. bis zum 21. August 1864 der internationale Kongress zur Verbesserung des Loses der im Krieg verwundeten Militärs, 1867 der erste Kongress der internationalen Friedens- und Freiheitsliga, an welchem Giuseppe Garibaldi teilnahm, und 1872 das Alabama-Schiedsgericht. Am 19. August 1873 starb der Exherzog Karl von Braunschweig in Genf, wobei er die Stadt zur Erbin seines Vermögens einsetzte, welches laut der öffentlichen Abrechnung des Stadtrats vom 25. Mai 1876 nach Abzug aller Kosten 16½ Millionen Schweizer Franken betrug und für Errichtung eines prachtvollen Denkmals für den Erblasser, für Tilgung von 7 Millionen Franken Schulden, Erbauung eines neuen Theaters etc. verausgabt wurde.

#### Ultramontanismus

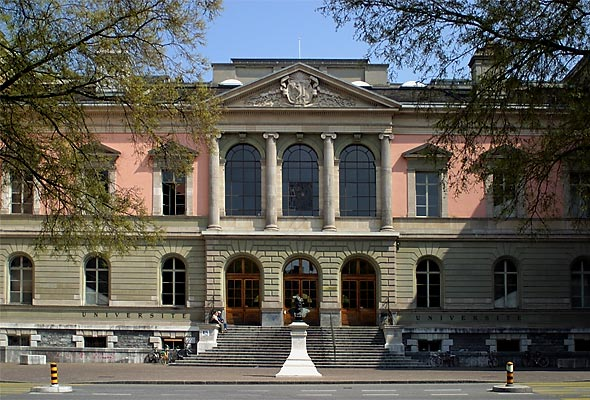
Hauptgebäude der Universität Genf

Nach dem Sturz Fazys hatte sich dessen Partei in ihre Elemente aufgelöst, die Radikalen und die Ultramontanen. Erstere erlangten unter der Leitung Carterets 1870 bei den Grossratswahlen den Sieg, worauf auch der Staatsrat, dessen «unabhängig» gesinnte Mitglieder demissionierten, in ihrem Sinn bestellt wurde. Die Carteretsche Regierung erwarb sich Verdienste durch Einführung des obligatorischen Primärschulunterrichts (1872) und die Erweiterung der alten Genfer Akademie zu einer vollständigen Universität mit vier Fakultäten (Universität Genf). Sie erregte Aufsehen durch den Kampf, den sie gegen die früheren Bundesgenossen der Radikalen, die Ultramontanen, zu führen hatte, die unter der Leitung des ehrgeizigen katholischen Stadtpfarrers Gaspard Mermillod Genf, das altberühmte Bollwerk des Protestantismus, wieder in einen katholischen Bischofssitz umzuwandeln bestrebt waren.

#### Konflikte um Gaspard Mermillod

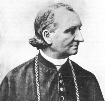
Mermillod

Schon 1864 hatte Bischof Marilley von Freiburg, zu dessen Diözese Lausanne-Genf-Freiburg Genf seit 1821 gehörte, auf höhere Weisung hin Mermillod als seinem «Hilfsbischof» die bischöflichen Gewalten über Genf delegieren müssen. Als 1871 Marilley auf die direkte Aufforderung des Staatsrats sich weigerte, irgend welche Verantwortlichkeit für den genferischen Teil seiner Diözese zu übernehmen, untersagte der Staatsrat Mermillod alle bischöflichen Funktionen und entsetzte ihn am 20. September 1872, da er sich weigerte zu gehorchen, seiner Stelle als Pfarrer (siehe Kulturkampf in der Schweiz). Der Papst konterte, indem er am 16. Januar 1873 die förmliche Ernennung Mermillods zum apostolischen Vikar von Genf vollzog, worauf der Schweizer Bundesrat am 11. Februar diese Ernennung für nichtig erklärte und am 17. Februar wegen der Widersetzlichkeit Mermillods dessen Ausweisung verfügte, die sofort vollzogen wurde.

#### Die letzte Phase des Kampfes
In Genf wurden, nachdem die nationalen Parteien bei den Grossratswahlen am 10. November 1872 einen glänzenden Sieg über die Ultramontanen davongetragen, 1873 zwei Gesetze über den katholischen Kultus erlassen, welche auch die Verfassung der katholischen Kirche auf die Gemeinde basierten und von den Geistlichen einen Eid auf die Staatsgesetze verlangten. Alle Pfarrer, die denselben verweigerten, wurden entfernt und, da nur die altkatholische Richtung sich den Gesetzen fügte, diese als Landeskirche anerkannt (heute Christkatholische Kirche), während sich die römisch-katholischen Genossenschaften in die Stellung von Privatvereinen gedrängt sahen. Diese Ereignisse übten eine wohltätige Rückwirkung auf die Haltung Genfs in eidgenössischen Dingen aus; während es die Bundesverfassung von 1872 als zu zentralistisch mit 7908 gegen 4541 Stimmen verwarf, standen bei der Revision von 1874 9674 Ja 2827 Nein gegenüber.
Angesichts der Hetzereien Mermillods vom französischen Gebiet aus hielt der Staatsrat mit eiserner Konsequenz an der von ihm eingenommenen Position fest; die Altkatholiken wurden in ultramontanen Dörfern durch militärisches Einschreiten geschützt, renitente Munizipalbehörden entsetzt und Pfarrer, die Erlasse Mermillods publizierten, dem Strafrichter überwiesen. Der Grosse Rat beschloss am 23. August 1875, die religiösen Korporationen, die schon durch ein Gesetz von 1871 beschränkt worden waren, völlig aufzulösen und ihre Güter einzuziehen, und verbot am 28. August alle öffentlichen Kultusfunktionen. Die Ohnmacht der Ultramontanen bewirkte allmählich eine Auslösung der gouvernementalen Majorität; es bildete sich eine Koalition der Konservativen und Independenten, welche als «demokratische» Partei der autoritären Politik der Radikalen Opposition machte, bei den Neuwahlen zum Grossen Rat 1878 einen völligen und bei denjenigen zum Staatsrat 1879 einen teilweisen Sieg davontrug.

#### Verfassungsfragen
Durch eine am 18. Mai 1879 angenommene Partialrevision wurde das fakultative Referendum in die Verfassung eingeführt; dagegen verwarf das Volk die von den Ultramontanen, Fazyanern und den protestantischen Orthodoxen angestrebte Aufhebung des Kultusbudgets und die damit verbundene Trennung von Kirche und Staat am 4. Juli 1880 mit 9306 gegen 4064 Stimmen.

## 1880 bis heute
Die Landesausstellung von 1896 fand in Genf statt, bei der lokalschweizerische Architekturstile im sogenannten Village suisse eindrücklich präsentiert wurden. Hier war das erste Mal auch ein Pavillon des Militärdepartements dabei, das die Schweizer Armee dem Volk näher bringen wollte. Vom 8. bis am 12. September 1896 fand im Rahmen der Ausstellung der erste schweizerische Kongress für die Interessen der Frau statt.
Die Frage des Verhältnisses von Kirche und Staat blieb weiter umstritten. Am 30. Juni 1907 nahmen die Einwohner des Kantons mit der knappen Mehrheit von 7656 gegen 6822 Stimmen das Gesetz über die Trennung von Kirche und Staat an. Die protestantische Kirche erhielt eine einmalige Entschädigungssumme von 800.000 Schweizer Franken, während die anderen Konfessionen nichts erhielten. Seither wurde im Kanton Genf keine Konfession mehr aus staatlichen oder kommunalen Mitteln unterstützt.
Von 1920 bis 1946 war Genf Sitz des Völkerbundes, dem die Schweiz nach der Volksabstimmung vom 19. Mai 1920 beitrat. Die Eröffnungsrede der konstituierenden Versammlung hielt Bundespräsident Giuseppe Motta. Der Völkerbund bezog das Palais Wilson. Vom 4. bis 23. Mai 1927 wurde in Genf die erste Weltwirtschaftskonferenz abgehalten.
1931 wurden die früheren Gemeinden Eaux-Vives, Le Petit-Saconnex und Plainpalais mit der Stadt Genf fusioniert. Am 9. November 1932 kam es zu einem Massaker, der sogenannten «Blutnacht von Genf», als Soldaten 13 antifaschistische Demonstranten erschossen und 60 schwer verletzten. Im Dezember 1932 wurde eine NSDAP-Ortsgruppe gegründet. Bei den Wahlen ins Kantonsparlament erzielte die extreme Rechte im November 1933 einen Stimmenanteil von 9 %.
Nach dem Zweiten Weltkrieg wurden in Genf der europäische Hauptsitz der Vereinten Nationen und Sitze Dutzender internationaler Organisationen eingerichtet, was zu einer positiven Entwicklung des Tourismus und der Wirtschaft beitrug. Der Wirtschaftsboom löste zudem die Einwanderung zahlreicher Arbeiter aus Ländern wie Italien, Spanien, Portugal und Jugoslawien aus.
Die gegenwärtige Genfer Kantonsverfassung wurde am 14. Oktober 2012 in einer Volksabstimmung (54,1 Prozent Ja-Stimmen) angenommen und trat per 1. Juni 2013 in Kraft. Sie löste dabei die formal vom Jahre 1847, aber 1979 und 1958 grundlegend überarbeitete bisherige Verfassung ab.
Das politische Leben in Genf ist von – für Schweizer Verhältnisse – besonders heftigen Auseinandersetzungen geprägt, insbesondere zwischen der mehrheitlich linken Stadtregierung und der mehrheitlich bürgerlichen Kantonsregierung. Für die regelmässigen Konflikte und Skandale wurde der Begriff der Genferei geprägt.

## Belege
1. ↑  Antoine Champion, Bischof von Genf: Von Hugenotten und Mammelucken. Hrsg.: Merle d’Aubigné. 7. Mai 1493.
2. ↑  Benedikt Meyer: Expansion nach Westen Im Blog des Schweizerischen Nationalmuseums vom 15. April 2019
3. ↑  https://ge.ch/archives/11-perte-mandement-de-thiez
4. ↑  Historisch-Biographisches Lexikon der Schweiz, Bd. 3, S. 444–447.
5. ↑  Historisch-Biographisches Lexikon der Schweiz, Bd. 3, S. 437f.
6. ↑  Lucienne Hubler: Frieden von Saint-Julien. In: Historisches Lexikon der Schweiz.  11. September 2012, abgerufen am 11. Oktober 2020.
7. ↑  Christophe Vuilleumier: Die Einkesselung von Genf durch spanische Truppen im Jahr 1743. In: blog.nationalmuseum.ch. 9. Mai 2023, abgerufen am 5. April 2024 (deutsch).
8. ↑  Christophe Vuilleumier: Die Genfer NSDAP Im Blog des Schweizerischen Nationalmuseums vom 30. Juni 2021
9. ↑  Christian Schütt (Hrsg.): Chronik der Schweiz. Chronik-Verlag/Ex Libris Verlag, Dortmund/Zürich 1987, ISBN 3-611-00031-0, S. 381, 428, 446, 464, 503 f., 513, 523.
10. ↑  Constitution de la République et canton de Genève. Deutsche Übersetzung: Verfassung der Republik und des Kantons Genf.
11. ↑  Matthias Chapman: «Genf torkelt von einem Blödsinn zum nächsten», Der Bund vom 23. Januar 2012.

Dieser Artikel basiert auf einem gemeinfreien Text aus Meyers Konversations-Lexikon, 4. Auflage von 1888 bis 1890.